# Движение без корсета
Движение без корсета (кор. 탈코르셋, англ. Corset-free movement) — зародившееся в Республике Корея феминистское движение, сторонницы которого отказываются делать макияж и носить длинные волосы, украшения, сексуальную одежду, высокие каблуки и т. д., так как считают, что эти практики навязаны обществом и являются формой угнетения и сексуальной объективации женщин. По меньшей мере с 2018 г. оно является репрезентативным примером корейского феминистского движения в Интернете. Основную часть участниц движения составляют девушки в возрасте от 10 до 20 лет. В рамках движения считается, что внешнее «избавление от корсета» – это прекращение «работы украшением», в то время как внутреннее – это отказ от действий, ритуалов и ценностей, которые традиционно считаются женскими. Движение зародилось в 2015 г. и впервые получило название на портале Womad в приложении Daum Cafe.

## Цель
Главная цель Движения без корсета состоит в том, чтобы женщины освободились от внешних и внутренних ограничений, накладываемых на них обществом. Внешнее «избавление от корсета» характеризуется отказом от навязанных стандартов внешности, в том числе от макияжа, длинных волос, ношения юбок, удаления волос на теле и чрезмерного мытья («гигиенический корсет»). Внутреннее «избавление от корсета» подразумевает отказ от мягкой женственной манеры речи и отход от нравственных норм, включающих скромность, вежливость и непорочность. В феминистских кругах «корсетом» называют строгие стандарты красоты (в т. ч. яркий макияж). «Снять корсет» – значит принять себя настоящую вместо того, чтобы подстраиваться под образ, диктуемый обществом.

### Точка зрения либерального феминизма
Цель Движения без корсета состоит в том, чтобы женщины перестали следовать навязанным стандартам красоты и больше не зависели от чужого мнения. Это движение придерживается мнения о том, что женщины вольны выбирать, краситься им или нет, а также стремится к расширению свободы самовыражения. Однако согласно книге Ли Мингёна «Без корсета: воплощённое воображение» (кор. «탈코셋: 도래한 상상»), не это является его сутью. «Движение без корсета не стремится к инклюзивной красоте и более широкой свободе выбора, призывая жить, как хочется. Оно возникло скорее в результате активной критики существующих тенденций».

### Трудовой аспект
Среди проблематичных аспектов можно выделить принуждение работниц сферы услуг выглядеть красивее, а также униформу, которая без необходимости ограничивает выбор женщин и представляет их в качестве сексуального объекта. Эта практика была подвергнута критике и получила название «работа украшением».
В 2019 году Профсоюз Chanel Korea подал иск на компанию, потребовав дополнительную оплату за то время, что сотрудницы тратили на нанесение требуемого макияжа и другие обязанности, приходя на работу за полчаса до начала смены, однако суд не удовлетворил данный иск. Спорность этого дела заключалась не в самом понятии «работа украшением» (другими словами, вопросе о том, является ли нанесение макияжа трудовой обязанностью), а в доказательствах. Например, не было точно установлено, действительно ли сотрудницы приходили на работу на 30 минут раньше и возможно ли подготовиться к работе в пределах часа, как утверждало руководство компании. И суд, и компания рассматривали дело с точки зрения предположения, что «работа украшением» является трудовой обязанностью. Кроме того, при освещении ситуации многие СМИ не упоминали, что в это время работницы выполняли и другие задачи и упрощали конфликт до вопроса о том, можно ли считать макияж трудом. Эта проблема обсуждалась на Форуме медиа-общественности, проходившем 19 ноября в Сеуле.
Профсоюзы и Народная партия предложили следующую альтернативу: «если краситься и наряжаться на работу обязательно, это должно оплачиваться дополнительно», в то время как принуждение к этому должно быть запрещено на законодательном уровне.
По результатам исследования реального положения женщин, работающих на дому, проведённого Сеульским фондом поддержки семьи и женщин в 2021 г., каждая пятая-шестая женщина считает преимуществом удалённой работы тот факт, что «на нанесение макияжа и подбор одежды стало тратиться меньше усилий».

## Хронология
В 2018 г. BBC, The New York Times, The Guardian и другие зарубежные СМИ сообщили о Движении без корсета. 4 июня 2018 г. Пэ Рина на своём YouTube-канале, на котором ранее вела бьюти-блог, выложила видео под названием «Я некрасивая» (кор. «나는 예쁘지 않습니다»), в котором объявила о том, что «избавляется от корсета», а в октябре 2018 г. опубликовала эссе с аналогичным названием. Позже она выступила с докладом о проблемах сексуального насилия и лукизма в корейском интернете на форуме Организации экономического сотрудничества и развития, проходившем в Париже 20 и 21 мая 2019 года.
10 ноября 2018 г. сотрудница, несправедливо уволенная из магазина Yogerpresso в Чхонане, разместила на их официальном веб-сайте пост с требованием извинений и компенсации. Согласно этому посту, во время поиска работы она проходила собеседование с каре и макияжем, а затем подстриглась короче и пришла на работу. Тогда владелец магазина спросил: «Вы ничего не хотите мне сказать?» и добавил: «Как бы вы почувствовали себя на моём месте? Кажется, сейчас популярно Движение без корсета или что-то вроде того, но это продуктовый магазин, поэтому нужно выглядеть опрятно», а после сообщил о её увольнении. Спустя три дня Yogerpresso опубликовали «извинения за несправедливое увольнение» и заявили, что владелец магазина принесёт извинения и возместит причинённый ущерб. Кроме того, чтобы подобное не повторилось в будущем, они добавили, что пересмотрят и дополнят руководство по управлению трудовыми ресурсами и персоналом, а также организуют обязательную учебную программу по гендерной дискриминации для владельцев франшиз.
В феврале 2019 г. на краудфандинговой платформе tumblbug с бюджетом в 190 млн вон был выложен комикс «Talko Diary» (кор. 탈코일기, где 탈코 – сокращение от названия движения 탈코르셋), позднее он был официально опубликован издательством. 10 декабря 2020 г. компанией CGV Arthouse был выпущен документальный фильм «Волосы» (кор. 머리카락), касающийся «Движения без корсета».

## Влияние
В 2018 г. сотрудник компании Amore Pacific опубликовал пост о том, что среди тех, кто работает в индустрии красоты, косметологии и моды, мнения о влиянии Движения без корсета расходятся: одни считают его довольно значительным, другие же утверждают, что не чувствуют никаких изменений. Пост вызвал споры, однако официального заявления от компании не последовало. Если рассмотреть тренды и инсайты в рамках цифрового пространства, можно отметить, что явление «Fade Free» (кор. 파데프리, без нанесения тонального крема) довольно широко распространено.
Согласно статье Ли Инджи 2019 г. под названием «Анализ изменения интереса корейских потребительниц к бьюти-продукции вследствие распространения Движения без корсета», в результате первичного анализа публикаций на крупном женском онлайн-форуме «Эпоха женщин» (кор. 여성시대), выяснилось, что публикаций, связанных с движением, в целом стало больше. Кроме того, число публикаций, связанных с косметическими продуктами, со второй половины 2017 г. стало постепенно уменьшаться. При изучении слов, связанных с Движением без корсета, через Word Cloud было выявлено, что на начальном этапе развития движения часто упоминались слова, связанные с гендером, тогда как в последнее время частота упоминания конкретных действий и продуктов, таких как макияж, косметика, каблуки и линзы, увеличилась. Данный факт свидетельствует том, что Движение без корсета приобретает более конкретную направленность.